# 8299 Tealeoni
8299 Tealeoni este o planetă minoră (asteroid) din centura de asteroizi. A fost descoperită pe 9 octombrie 1993 la Observatorul European Austral de Eric Walter Elst și a fost numită după Téa Leoni. 
Obiectul prezintă o orbită caracterizată de o semiaxă mare de 2,1857566 UAi, o excentricitate de 0,11, o înclinație de 4,46471 ° în raport cu ecliptica.